# Brøndby Strand Skole
 Der er for få eller ingen kildehenvisninger i denne artikel, hvilket er et problem. Du kan hjælpe ved at angive troværdige kilder til de påstande, som fremføres i artiklen.

Brøndby Strand Skole er skolen i Brøndby Strand. Den opstod i 2010 efter en sammenlægning af Brøndby Strandskole , Søholtskolen og Langbjergskolen til een skole, fordelt på 2 matrikler. Den tidligere Brøndby Strandskole på Strandskolevej huser 0. – 3- klasse med tilhørende SFO, mens 4-9. klasse holder til på den tidligere Søholtskolen, der ligger på Dyringparken.
Skolelederen hedder: Rikke Rubek